# 베르단디

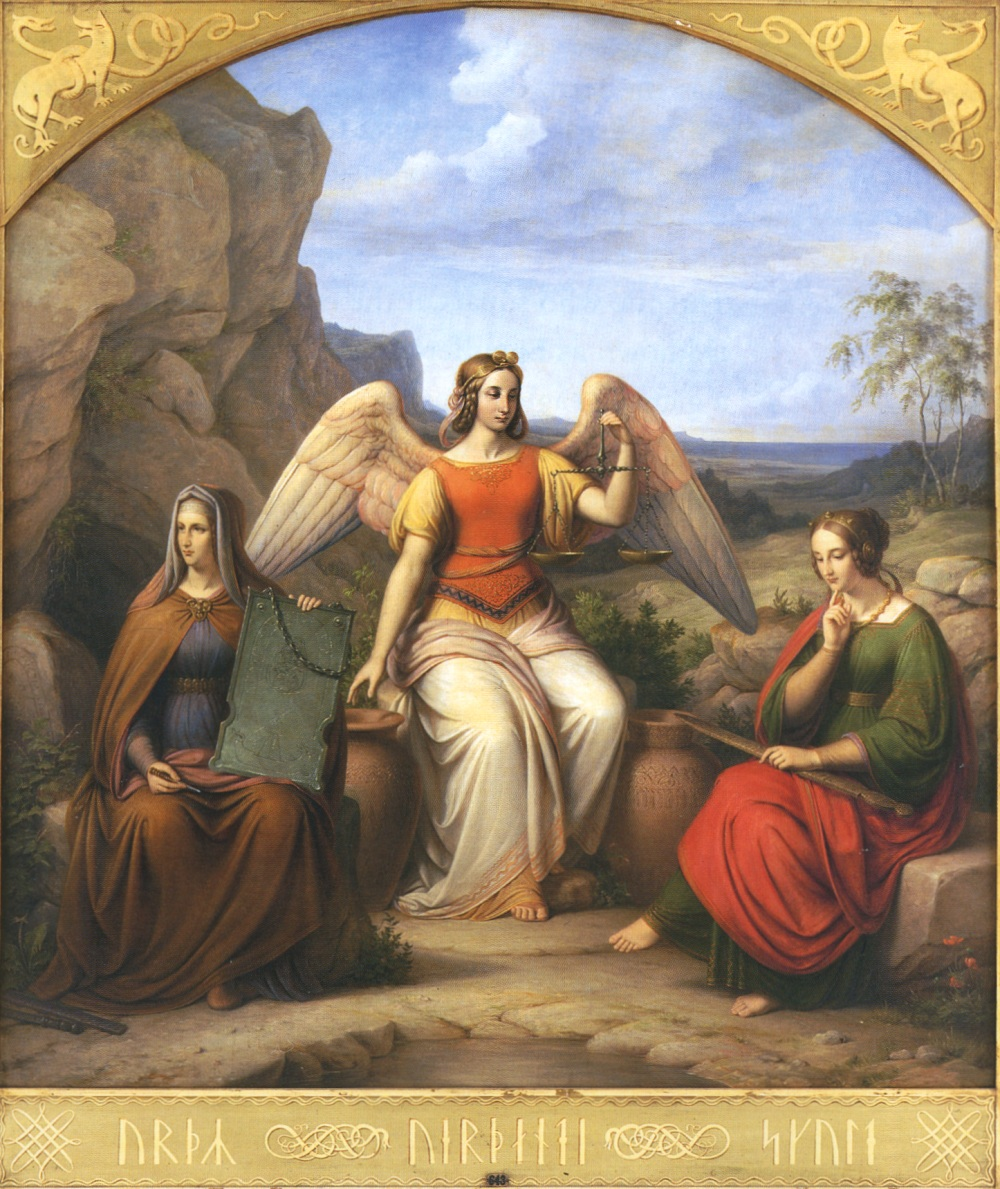
〈노르닐〉("Nornir", 1884년경). J. L. 룬드 작. 가운데의 날개 달린 이가 베르단디.

베르단디(고대 노르드어: Verðandi→발생하는, 현재)는 북유럽 신화에서 노르닐 중 하나이다. 울드(고대 노르드어: Urðr→운명)와 스쿨드(고대 노르드어: Skuld→빚, 미래)와 함께 3인조를 이루어 인간들의 운명을 결정짓는다고 한다.

## 출전
베르단디는 고 에다의 〈무녀의 예언〉 중 다음 부분에 울드와 스쿨드와 함께 등장한다.

그 뒤에 삼 인의
아는 것 많은
처녀가 저택에서 나와
나무 아래 버티고 섰는데
하나는 이름이 울드요,
두 번째는 베르단디,
세 번째는 스쿨드라.
그들이 새기는 서판 위에,
그들은 법을 바로세우며,
사람의 아들에게
목숨을 배당하고
운명을 읊는도다.

## 참고 자료
- Orchard, Andy (1997). Dictionary of Norse Myth and Legend. Cassell. ISBN 0-304-34520-2